# Mistrzostwa Ameryki i Pacyfiku w Saneczkarstwie 2018
7. Mistrzostwa Ameryki i Pacyfiku w saneczkarstwie 2018 odbyły się w dniach 8–9 grudnia 2017 w kanadyjskim Calgary. Zawodnicy rywalizowali w trzech konkurencjach: jedynkach kobiet, jedynkach mężczyzn oraz dwójkach mężczyzn.
Tegoroczną rywalizację zdominowali reprezentanci gospodarzy: wśród pań najlepsza była Alex Gough. U panów najlepszy okazał się rodak Gough Sam Edney. Zaś rywalizację w duecie wygrała również ekipa gospodarzy w składzie: Justin Snith i Tristan Walker.

## Terminarz
| Data           | Miejscowość | Konkurencja      | Złoto                                | Srebro                                                | Brąz                                            |
| -------------- | ----------- | ---------------- | ------------------------------------ | ----------------------------------------------------- | ----------------------------------------------- |
| 9 grudnia 2017 | Calgary     | Jedynki kobiet   | Alex Gough                           | Kimberley McRae                                       | Summer Britcher                                 |
| 8 grudnia 2017 | Calgary     | Jedynki mężczyzn | Sam Edney                            | Mitchel Malyk                                         | Chris Mazdzer                                   |
| 8 grudnia 2017 | Calgary     | Dwójki mężczyzn  | Kanada Tristan Walker · Justin Snith | Stany Zjednoczone Matthew Mortensen · Jayson Terdiman | Stany Zjednoczone Justin Krewson · Andrew Sherk |

## Wyniki

### Jedynki kobiet
- Data / Początek: Sobota 9 grudnia 2017

| Medal | Zawodniczka              | Narodowość        | 1. zjazd | 2. zjazd | Czas     | Strata |
| ----- | ------------------------ | ----------------- | -------- | -------- | -------- | ------ |
|       | Alex Gough               | Kanada            | 46.769   | 46.788   | 1:33.557 | –      |
|       | Kimberley McRae          | Kanada            | 46.902   | 46.894   | 1:33.796 | +0.239 |
|       | Summer Britcher          | Stany Zjednoczone | 47.131   | 46.839   | 1:33.970 | +0.413 |
| 4.    | Emily Sweeney            | Stany Zjednoczone | 47.162   | 46.909   | 1:34.071 | +0.514 |
| 5.    | Brooke Dori Apshkrum     | Kanada            | 47.352   | 47.329   | 1:34.681 | +1.124 |
| 6.    | Erin Hamlin              | Stany Zjednoczone | 46.904   | 48.265   | 1:35.169 | +1.612 |
| DNS   | Raychel Michele Germaine | Stany Zjednoczone |          |          |          |        |
| DNS   | Verónica María Ravenna   | Argentyna         |          |          |          |        |

### Jedynki mężczyzn
- Data / Początek: Piątek 8 grudnia 2017

| Medal | Zawodnik           | Narodowość        | 1. zjazd | 2. zjazd | Czas     | Strata |
| ----- | ------------------ | ----------------- | -------- | -------- | -------- | ------ |
|       | Sam Edney          | Kanada            | 44.523   | 44.615   | 1:29.138 | –      |
|       | Mitchel Malyk      | Kanada            | 44.490   | 44.775   | 1:29.265 | +0.127 |
|       | Chris Mazdzer      | Stany Zjednoczone | 44.695   | 44.871   | 1:29.566 | +0.428 |
| 4.    | Tucker West        | Stany Zjednoczone | 44.747   | 44.910   | 1:29.657 | +0.519 |
| 5.    | Reid Watts         | Kanada            | 44.820   | 44.861   | 1:29.681 | +0.543 |
| 6.    | Taylor Morris      | Stany Zjednoczone | 44.635   | 45.104   | 1:29.739 | +0.601 |
| 7.    | John Fennell       | Stany Zjednoczone | 44.686   | 45.113   | 1:29.799 | +0.661 |
| DNS   | Alexander Ferlazzo | Australia         |          |          |          |        |
| DNS   | Rubén González     | Argentyna         |          |          |          |        |

### Dwójki mężczyzn
- Data / Początek: Piątek 8 grudnia 2017

| Medal | Zawodnicy                         | Narodowość        | 1. zjazd | 2. zjazd | Czas     | Strata |
| ----- | --------------------------------- | ----------------- | -------- | -------- | -------- | ------ |
|       | Tristan Walker/Justin Snith       | Kanada            | 43.621   | 43.732   | 1:27.353 | –      |
|       | Matthew Mortensen/Jayson Terdiman | Stany Zjednoczone | 43.748   | 43.638   | 1:27.396 | +0.043 |
|       | Justin Krewson/Andrew Sherk       | Stany Zjednoczone | 43.918   | 43.922   | 1:27.840 | +0.487 |
| 4.    | Jake Hyrns/Anthony Espinoza       | Stany Zjednoczone | 43.986   | 43.984   | 1:27.970 | +0.617 |

## Klasyfikacja medalowa
| Miejsce | Państwo           |   |   |   | Razem |
| ------- | ----------------- | - | - | - | ----- |
| 1.      | Kanada            | 3 | 2 | 0 | 5     |
| 2.      | Stany Zjednoczone | 0 | 1 | 3 | 4     |